# Фрязино
Фря́зино — наукоград на северо-востоке Московской области (20 км от Москвы). Крупнейший в России центр СВЧ-электроники. Население — 58 661 чел. (2024).
Город расположен в пределах Мещёрской низменности, на реке Любосеевке, впадающей в реку Ворю (бассейн Клязьмы). Вместе с деревней Чижово образует административно-территориальную единицу (город областного подчинения с административной территорией) и одноимённое муниципальное образование городской округ Фрязино.
Связан с Москвой Фряновским шоссе Р110 (расстояние от МКАД 23 км) и линией железной дороги (расстояние от Ярославского вокзала столицы до станции Фрязино-Пассажирская 41 км).

## История и этимология
Название города, по-видимому, происходит от строителей Московского Кремля — фрягов (единственное число — фрязин), как называли на Руси выходцев из Южной Европы романского происхождения. Отсюда пошли схожие названия: Фряново и Фрязево.
Первое упоминание — в писцовых книгах Московского уезда за 1584—1586 годы: «дер. Фрязинова, а Самсонова тоже на рчк. на Любосивке, а в ней пашни паханые серой земли 8 четьи да перелогу 27 четв. в поле, а в дву потому ж, сена 10 коп. лесу дровяняного 5 дес». Тогда село принадлежало к вотчине Богдана Бельского.
- В 1784 году — деревня Фрязина.
- В середине XIX века деревня Фрязино относилась ко второму стану Богородского уезда Московской губернии и принадлежала коллежскому регистратору Фёдору Фёдоровичу Пантелееву. В деревне было 60 дворов, крестьян 267 душ мужского пола и 309 душ женского[2].
- В «Списке населённых мест» 1862 года Фрязина — владельческая деревня 2-го стана Богородского уезда Московской губернии по правую сторону Хомутовского тракта, в 28 верстах от уездного города и 7 верстах от становой квартиры, при реке Любасеевке, 100 дворов и 532 жителя (295 мужчин, 237 женщин), 2 фабрики[3].

- По данным на 1869 год Фрязино — деревня Гребеневской волости 3-го стана Богородского уезда с 107 дворами, 3 каменными и 108 деревянными домами, хлебным магазином, лавкой, шелковоткацкой фабрикой и 2 шелковоткацкими заведениями и 512 жителями (226 мужчин, 286 женщин), из них 30 грамотных мужчин и 15 женщин. Имелось 35 лошадей, 51 единица рогатого скота и 57 мелкого, земли было 392 десятины и 700 саженей, в том числе 129 десятин пахотной[4].

- В 1886 году вместе с деревней Чижово — 174 двора, 1014 жителей, 4 лавки и 3 шелковые фабрики[5].
- В 1913 году — 110 дворов и шелковая фабрика[6].
- По материалам Всесоюзной переписи населения 1926 года — центр Фрязинского сельсовета Щёлковской волости Московского уезда в 1 км от Стромынского шоссе и 9 км от станции Щёлково Северной железной дороги, проживало 611 жителей (281 мужчина, 330 женщин), насчитывалось 136 хозяйств (134 крестьянских), имелась школа 1-й ступени[7].
- С 1938 года — рабочий посёлок Фрязино.
- В 1936 году была продлена до Фрязино железнодорожная ветка от Ивантеевки.
- С 1951 года — город Фрязино[8].
- К 1960-м годам бывшая деревня Фрязино при расширении промзоны была уничтожена, жители переселены в деревню Новофрязино.
- В 1968 году Фрязино получает статус города областного подчинения.
- В 1999 году утверждён герб (автор — Л. Ракчеев) и гимн города Фрязино (слова — Ю. Деркача, музыка — А. Алексеенко).
- 29 декабря 2003 года городу Фрязино Указом Президента России присвоен статус наукограда Российской Федерации[9].
- 28 октября 2009 года во Фрязино под председательством Президента России Д. А. Медведева состоялось заседание Комиссии по модернизации и технологическому развитию экономики России[10].
- 31 декабря 2015 года решением Правительства Российской Федерации во Фрязино создана особая экономическая зона технико-внедренческого типа «Исток»[11][12].

## Население
| 1926    | 1939    | 1959    | 1967    | 1970    | 1979    | 1986    | 1987    | 1989    | 1992    |
| ------- | ------- | ------- | ------- | ------- | ------- | ------- | ------- | ------- | ------- |
| 600     | ↗5901   | ↗19 130 | ↗28 000 | ↗32 369 | ↗46 049 | ↗51 000 | ↗52 000 | ↗53 317 | ↗54 000 |
| 1996    | 1998    | 2001    | 2002    | 2003    | 2005    | 2006    | 2007    | 2009    | 2010    |
| ↘53 400 | ↘53 300 | ↘52 900 | ↘52 436 | ↘52 400 | ↘52 300 | →52 300 | ↗52 400 | ↗52 980 | ↗55 369 |
| 2011    | 2012    | 2013    | 2014    | 2015    | 2016    | 2017    | 2018    | 2019    | 2020    |
| ↗55 400 | ↗56 365 | ↗57 252 | ↗58 177 | ↗58 942 | ↗59 793 | ↗60 408 | ↗60 437 | ↘59 987 | ↘59 535 |
| 2021    | 2023    | 2024    |         |         |         |         |         |         |         |
| ↗60 580 | ↘59 606 | ↘58 661 |         |         |         |         |         |         |         |

На 1 января 2025 года по численности населения город находился на 274-м месте из 1124 городов Российской Федерации.
Национальный состав
По итогам переписи населения 2020 года проживали следующие национальности (национальности менее 0,1 % и другое, см. в сноске к строке «Другие»):
| Национальность | Численность, чел. | Доля     |
| -------------- | ----------------- | -------- |
| Русские        | 49 756            | 82,13 %  |
| Армяне         | 522               | 0,86 %   |
| Украинцы       | 408               | 0,67 %   |
| Таджики        | 227               | 0,37 %   |
| Татары         | 221               | 0,36 %   |
| Узбеки         | 119               | 0,20 %   |
| Белорусы       | 117               | 0,19 %   |
| Азербайджанцы  | 100               | 0,17 %   |
| Молдаване      | 87                | 0,14 %   |
| Евреи          | 80                | 0,13 %   |
| Мордва         | 62                | 0,10 %   |
| Другие         | 8881              | 14,68 %  |
| Итого          | 60 580            | 100,00 % |

## Экономика
В 1901 году основана шёлкоткацкая фабрика Анны Михайловны Капцовой — первое каменное здание в деревне (национализирована в 1918 году, ликвидирована решением Шёлкотреста в 1929).
В 1933 году на месте бывшей шёлкоткацкой фабрики создан завод «Радиолампа»; завод был создан на основе оборудования американской компании RCA в ходе индустриализации начала 1930-х годов (эвакуирован в 1941 году в Ташкент, где на его основе был создан завод «Фотон»). С этого момента Фрязино становится центром радиоэлектронной промышленности.
В 1943 году открывается первый научно-исследовательский институт с опытным заводом (НИИ-160, ныне — Научно-производственное предприятие «Исток»); впоследствии их число увеличивается до пяти.
В 1955 году начато строительство филиала Института радиоэлектроники АН СССР.
В советские времена градообразующими предприятиями были работавшие на военный заказ НИИ. С распадом СССР эти институты были вынуждены сократить большинство сотрудников. В настоящее время значительная часть жителей работает в Москве.
В порядке конверсии оборонных НИИ были созданы предприятия:
- в 1993 году — «Исток-Система», производитель медицинского оборудования под торговой маркой «Гастроскан»,
- в 1994 году — «Исток-Аудио», производитель слуховых аппаратов,
- в 2004 году — «Фокус», производитель светодиодных осветительных приборов.

В городе Фрязино расположено Научно-техническое объединение «ИРЭ-Полюс», являющееся одной из трёх основных производственных площадок международной корпорации «IPG Photonics» — мирового лидера в индустрии волоконных лазеров большой мощности.

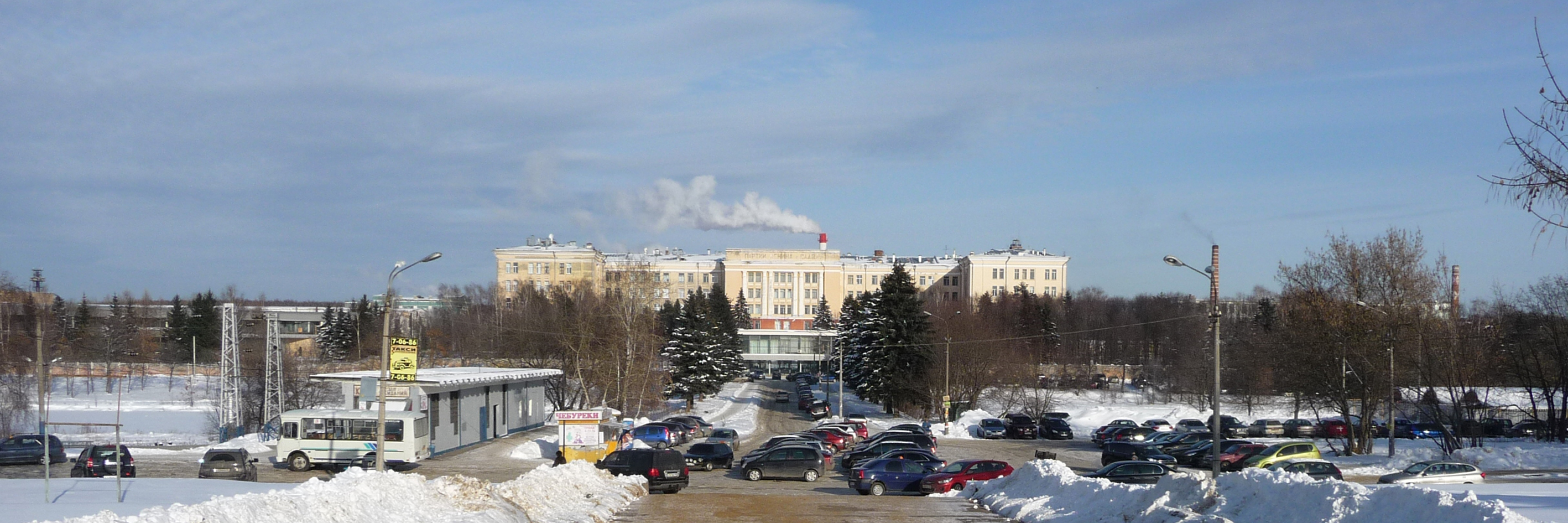
В центре, на заднем плане, — главный корпус предприятия «Исток». Слева — одноэтажное здание станции «Фрязино-Пассажирская», влево от которой уходит железнодорожная ветка в сторону Москвы. За ней — покрытый снегом замёрзший Технический пруд на речке Любосеевке

## Образование
В 1912 году открыта первая школа. В настоящее время в городе семь школ, в том числе пять общеобразовательных, гимназия (бывшая МОУ школа № 6) и лицей (бывшая МОУ школа № 7). К концу 1980-х годов 20 % жителей имели высшее образование, среди них — 460 кандидатов и 77 докторов наук, два академика, 120 лауреатов Ленинской и Государственной премий.
1 сентября 2021 года в 4-м микрорайоне Фрязина было открыто новое трёхэтажное здание школы на 825 мест. Здание стало вторым корпусом МОУ СОШ № 1.
Во Фрязине, на территории Научно-производственного предприятия «Исток», функционирует филиал Московского технологического университета (называвшийся ранее Московский государственный институт радиотехники, электроники и автоматики (МИРЭА)).

## Архитектура, достопримечательности
Город застроен сталинками и брежневками.

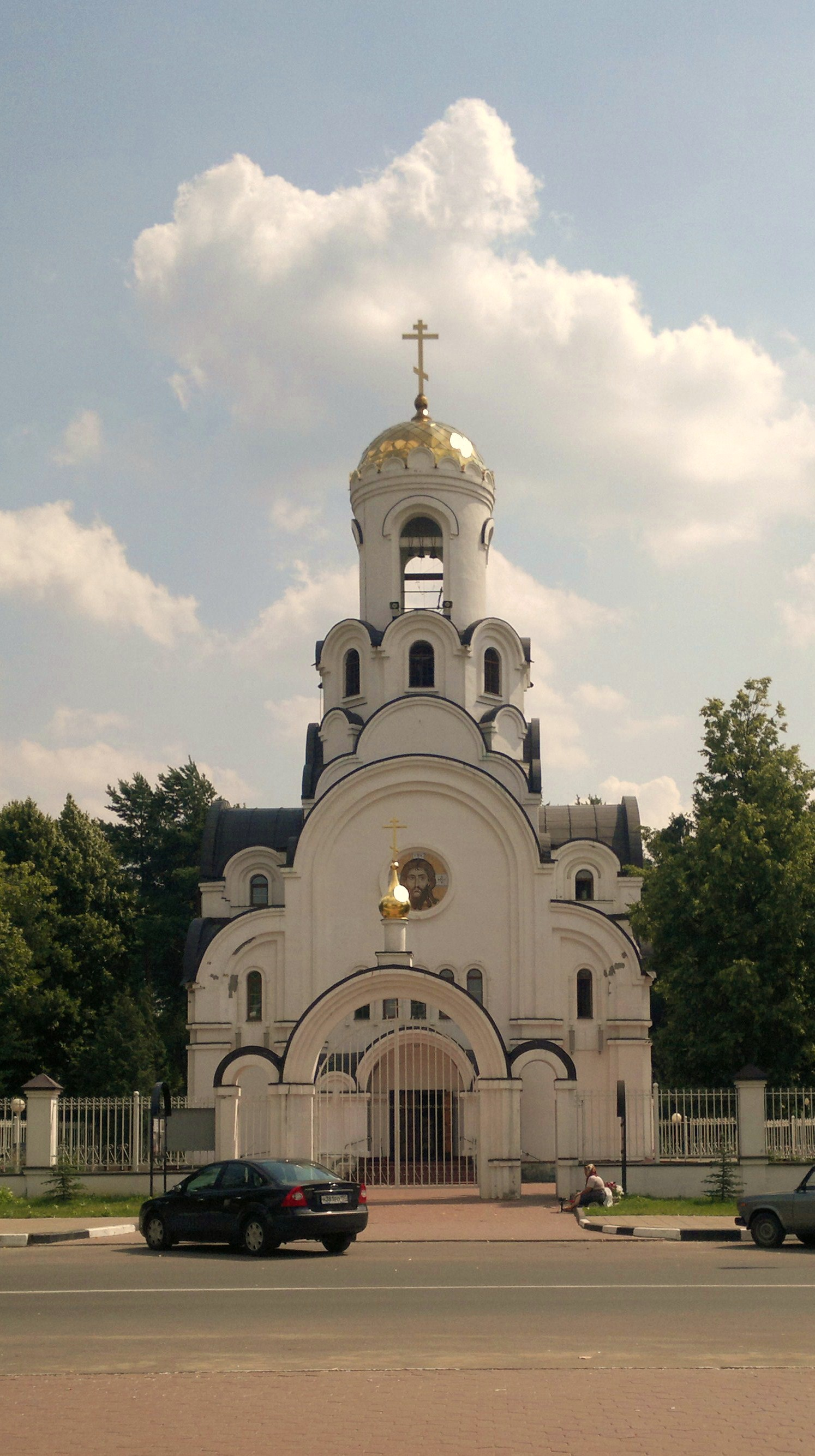
Храм Рождества Христова во Фрязине

На восточной окраине города, на берегу реки Любосеевки, — бывшая усадьба Гребнево (1780—1790-е гг.; реконструирована в 1817—1823).
Кроме того, в центре города находится Аллея Героев, на которой расположены бюсты фрязинских Героев Советского Союза, участвовавших в Великой Отечественной войне: А. Г. Дудкина, Б. Н. Еряшева, И. И. Иванова (во Фрязино также находится его дом-музей). Другой памятник — Стела Победы — указывает на имена всех фрязинцев, погибших в Великой Отечественной войне.

## Транспорт
Город расположен на 7-м километре Фряновского шоссе. Город имеет автовокзал, расположенный на Полевой улице.
Также в городе имеется железнодорожная станция и пассажирские платформы (Фрязино-Товарная и Фрязино-Пассажирская, являющаяся конечной).
От Москвы до Фрязина можно добраться на двух видах общественного транспорта:
- на электричке с Ярославского вокзала (Ярославское направление)
- на маршрутке или автобусе (№ 361, № 335) с автовокзала у ст. м. «Щёлковская».

Примечание: маршрут № 361 имеет несколько ответвлений в пределах города. 361 по Полевой улице до новой автостанции; 361- туда же, но через «Чижово»; 361 через центр на ул. Нахимова
Пригородные маршруты:
- 23 (платф. Воронок — а/с «Фрязино» — Новая Слобода)
- 29 (ст. Щёлково — а/с «Фрязино» — д/о «Щёлково»)
- 35 (ст. Щёлково — а/с «Фрязино» — Фряново)
- 37 (ст. Щёлково — а/с «Фрязино» — Петровское)
- 43 (Новая Слобода — а/с Фрязино — ул. Нахимова)
- 50 (Питомник — Фрязино — ст. Щёлково — Звёздный городок)
- 54 (а/с «Фрязино» — Богослово)
- 335 (Фряново — Чижово — Москва (ст. м. «Щёлковская»)
- 361 (а/с «Фрязино» — ст. Щёлково — Москва (ст. м. «Щёлковская»)

Также имеются городские маршруты автобусов:
- 13 (ул. Полевая — ст. Фрязино — ул. Нахимова)
- 14 (ул. Полевая — торговый центр — ул. Нахимова)

## Улицы города
В городе, по состоянию на 2016 г., насчитывается 47 улиц, проездов и площадей и единственный проспект Мира, проходящий по трассе Р110, а также 23 гаражно-строительных кооператива (ГСК).

## Связь

### Телевидение
В городе Фрязино возможен приём на личную эфирную антенну всех телеканалов, вещающих с Останкинской телебашни. Также в 1998—2020 году большая часть города имела возможность принимать Щёлковское телевидение, вещавшее на 41-м эфирном телевизионном канале. В городе работает фирма ФМС (Фрязинские Мультисервисные Сети), обеспечивающая работу кабельного телевидения. Существует общегородской телеканал — Фрязинское телевидение.

### Радио
Во Фрязине возможен приём всех московских УКВ/FM радиостанций, а также возможен приём местных УКВ/FM радиостанций сопредельных районов Московской и Владимирской области. В городе сейчас нет собственного общегородского канала радиовещания, хотя в начале 90-х годов такое радио было. До 2019 года на частоте 70,91 УКВ велось вещание Радио Щёлковского района.

### Печать
- Газета «Ключъ»
- Газета «Моя территория» (издаётся с 2009, тираж 1500 экземпляров, учредитель и главный редактор Балыко Тимофей Александрович)
- Газета «Новое Фрязино»
- Газета «Наш город Фрязино» (издаётся с 2013 года, тираж 5000 экземпляров, учредитель компания «Медиаком», главный редактор Елена Сёмина)
- Газета «Фрязинец» (издаётся с 2001, тираж 1000 экземпляров, учредитель и главный редактор Инна Ивановна Чельцова)
- периодические издания Щёлковского района.
- Газета «За передовую науку» (газета АО НПП «Исток»)

### Интернет-провайдеры
- «Fryazino.NET» (ООО «ФГИЦ») — городская Ethernet-сеть.
- «Ростелеком» — Ethernet, ADSL и GPON доступ.